# Живаљевићи
Живаљевићи су насељено мјесто у општини Рогатица, Република Српска, БиХ. Према попису становништва из 1991. у насељу је живјело 94 становника.

## Историја

### Други свјетски рат
После силовања српских девојака и жена злочинци су своје жртве најчешће убијали, а неке пре убиства страшно мучили. Кћер Илије Јездића, земљорадника из Живаљевића, срез Рогатица, "су најпре мучили и силовали, а затим убили".

## Становништво
| Демографија | Демографија | Демографија |
| Година      | Становника  | Становника  |
| ----------- | ----------- | ----------- |
| 1971.       | 184         |             |
| 1981.       | 151         |             |
| 1991.       | 94          |             |